# Кучешки зъб (филм)
Вижте пояснителната страница за други значения на Кучешки зъб.
„Кучешки зъб“ (на гръцки: Κυνόδοντας) е гръцки филм от 2009 година, драма на режисьора Йоргос Лантимос по негов сценарий в съавторство с Ефтимис Филипу.
В центъра на сюжета е съпружеска двойка, която държи вече порасналите си деца – син и две дъщери – в почти пълна изолация от външния свят. Главните роли се изпълняват от Ангелики Папулия, Майри Цони, Христос Стергиоглу, Христос Пасалис, Мишел Валей.
„Кучешки зъб“ е номиниран за „Оскар“ за чуждоезичен филм.